# Norra Jukkasvaara naturreservat
Norra Jukkasvaara naturreservat är ett naturreservat i Pajala kommun i Norrbottens län.
Området är naturskyddat sedan 2020 och är 1,4 kvadratkilometer stort. Reservatet ligger nordväst om Tärendö och omfattar norra sluttningarna av berget Jukkasvaara och består av granskog med inslag av lövträd.